# بوليانا ماكينتوش
بوليانا ماكنتوش (بالإنجليزية: Pollyanna McIntosh)‏ هي ممثلة إسكتلندية ولدت بتاريخ (15 مارس 1979).

## أعمال
مثلت في العديد من المسلسلات والأفلام منها الموتى السائرون والمراة.

## وصلات خارجية
- بوليانا ماكينتوش على موقع IMDb (الإنجليزية)
- بوليانا ماكينتوش على موقع قاعدة بيانات الفيلم (الإنجليزية)
- صفحتها على IMDb